# José Villegas
José Gerardo Villegas Tavares (ur. 20 czerwca 1934 w Zapopanie, zm. 24 grudnia 2021) – meksykański piłkarz występujący na pozycji obrońcy.

## Kariera klubowa
Villegas karierę rozpoczynał w zespole CD Imperio. Następnie grał w drugoligowym CF La Piedad, a w 1952 roku został graczem pierwszoligowego Chivas de Guadalajara. Występował tam przez 20 lat, aż do końca kariery w 1972 roku. Przez ten czas osiem razy zdobył z zespołem mistrzostwo Meksyku (1957, 1959, 1960, 1961, 1962, 1964, 1965, 1970), a także dwa razy Puchar Meksyku (1963, 1970).

## Kariera reprezentacyjna
W reprezentacji Meksyku Villegas grał w latach 1958-1962. W 1958 roku został powołany do kadry na mistrzostwa świata. Zagrał na nich w meczu ze Szwecją (0:3), a Meksyk odpadł z turnieju po fazie grupowej.
W 1962 roku ponownie znalazł się w drużynie na mistrzostwa świata. Wystąpił na nich w spotkaniu z Brazylią (0:2), a Meksyk ponownie zakończył turniej na fazie grupowej.